# Robert Wilson (director)
Robert Wilson (Waco, Texas, 4 de octubre de 1941-31 de julio de 2025) fue un director estadounidense de escena de vanguardia y dramaturgo, una persona polifacética en el mundo teatral.
Se puede decir que Robert Wilson lo hace todo. Dirige obras de teatro y óperas, lo que significa que se le ocurre una idea y sigue a través de cada movimiento. Wilson diseña escenografía e iluminación, lo que significa que visualiza no solo la gente en el escenario, sino también su entorno. Escribe el texto para obras de teatro y óperas, lo que significa que crea las ideas originales que motivan a cada acción y pensamiento que se presenta. Él pinta y esculpe y ha trabajado con los sonidos. Es licenciado en arquitectura y comprende la administración de empresas. Parece tener una mano en todos los aspectos de la vida teatral, incluso fundó el Centro Watermill, un laboratorio para el rendimiento y la investigación.

## Biografía
Wilson nació en Waco, el 4 de octubre de 1941, en el seno de una familia blanca, protestante y de clase media. Su padre, DM Wilson, era abogado, fue alcalde y gerente municipal de la ciudad. Su madre, Loree Velma (de soltera Hamilton), provenía de un orfanato. Al decir de Wilson, ninguno de los dos se interesaba por el arte.
Wilson tenía problemas tartamudez severa, hasta que en 1958, terminando sus estudios secundarios en su ciudad natal, trabajó en ello con la bailarina de ballet, Mrs. Byrd Hoffman, quien le daba clases de danza y con la que logró superar sus problemas de habla. 

…Yo no bailo mucho, pero en cierta manera me metí en mi cuerpo y pude reducir la tensión, pude, sí, pude hacerlo, en cierta manera, con, con mi esfuerzo… Aprender a hablar fue para mí toda una proeza.
Robert Wilson

Estudia administración de empresas en la Universidad de Texas de 1959 a 1962, pero abandonará poco antes de graduarse, al tiempo comienza a trabajar en el grupo de teatro infantil Children´s Theatre de la Universidad de Baylor.
En 1963 estudia pintura en París con George McNeil, al año siguiente se muda a Brooklyn, terminando una licenciatura en arquitectura (bachelor of Fine Arts) en el Instituto Pratt en 1966. Wilson recuerda con especial agrado las enseñanzas de Sibyl Moholy-Nagy (viuda de László Moholy-Nagy) profesora de Historia de la Arquitectura y muy vinculada a la Bauhaus; también la enseñanza de Paolo Soleri en Phoenix, Arizona durante una estancia en 1966 de quien habla como un soñador que lo ayudó a ver las cosas más claras en un momento en el que se encontraba perdido.
A lo largo de su amplia trayectoria profesional, ha trabajado también como coreógrafo, performer, pintor, escultor, artista de video y sonido y diseñador de iluminación. Es conocido por sus colaboraciones con Philip Glass en Einstein on the Beach, y con numerosos artistas, entre ellos Heiner Müller, William S. Burroughs, Allen Ginsberg, Lou Reed, Lady Gaga, Tom Waits, David Byrne, Laurie Anderson, Gavin Bryars, Rufus Wainwright y Marina Abramovic.
Son George Balanchine, Michael Cunningham, John Cage, Martha Graham, los que le ayudan a sentar las bases de su propio paradigma creativo, sus maneras específicas de ver y de hacer. Estos serán lo que podríamos llamar sus encuentros paradigmáticos en su etapa de formación.
Robert Wilson era abiertamente homosexual.

## Carrera
En 1969, fundó una compañía de performance experimental, la Byrd Hoffman Watermill Foundation (el nombre la profesora que le ayudó a superar su tartamudez severa). Con esta compañía, creó sus obras más importantes, primero, a partir de 1969 el rey de España y La vida y obra de Sigmund Freud. Comenzó a trabajar en la ópera a principios de 1970, la creación de Einstein on the beach con Philip Glass, que llevó a los dos artistas de fama mundial.
En 1982 estrenará The Golden Windows, su bellísima metáfora sobre la luz.
En 1983-1984, Wilson planea lo que se dice que ha sido su proyecto más ambicioso, prevista una actuación para los Juegos Olímpicos de Los Ángeles 1984, the CIVIL warS: a tree is best measured when it is down. En principio, the CIVIL warS fue concebida como una pieza épica multinacional, y contaba con secciones individuales desarrolladas en Japón, Estados Unidos, Francia, Holanda, Alemania e Italia. Sin embargo, solo cuatro de las secciones ofrecieron representaciones completas, no así Japón ni Francia, y no hubo ejecución entera de todo el trabajo debido a la retirada de apoyo del Comité Olímplico, por motivos presupuestarios. Wilson fue nominado al Premio Pulitzer de 1984 por esta obra, pero el jurado rechazó la candidatura y el premio quedó desierto.
Wilson es conocido por ampliar los límites del teatro. Sus obras se caracterizan por su estilo austero, movimiento muy lento, y la escala a menudo extrema en el espacio o en el tiempo. La vida y obra de José Stalin fue una actuación de 12 horas, mientras que KA MOUNTain y  GUARDenia Terrace fue puesta en escena en la cima de una montaña en Irán y duró siete días.
Además de su trabajo para el teatro, Wilson crea esculturas, dibujos y diseños de muebles. Él ganó el León de Oro en la Bienal de Venecia 1993 para una instalación escultórica. En 1996, fue beneficiario de la Dorothy and Lillian Gish Prize.
Mención aparte merece su work in progress, Monster of Grace: A Digital Opera in Three Dimensions, cuyas diferentes versiones vienen representándose desde 1998 y que, en estos momentos (la última presentación fue en abril de 1999, en Toronto), tanto puede ser un proyecto abandonado finalmente como esperar una próxima resurrección. En su origen, se proponía como una ópera abstracta, sin actores en escena, tan solo objetos y luces, con la música en directo de Philip Glass, y una importante presencia de la animación por ordenador en 3-D.
En 2002, Wilson fue invitado a servir como mentor por primera vez en teatro en el ciclo inaugural de la Rolex para Mentores y Discípulos Iniciativa Artística, un programa filantrópico internacional que pares maestros en sus disciplinas con talentos emergentes de un año de uno-a-uno creativo cambio. De un campo muy talentoso de los candidatos, Wilson eligió al joven director argentino Federico León como su protegido. Otros mentores de teatro para la iniciativa incluyen Sir Peter Hall (2004), de Julie Taymor (2006), Kate Valk (2008), Peter Sellars (2010) y Patrice Chéreau (2012).
Más tarde, en 2004, Ali Wilson Hossaini le ofreció una residencia en el canal de televisión de alta definición LAB. Desde entonces Wilson, con la productora Esther Gordon (entre otros como Brad Pitt, Mijaíl Barýshnikov, Robert Downey Jr., Winona Ryder, Juliette Binoche, Isabelle Huppert, Deeta von Teese, y Peter Sarsgaard) y más tarde con Matthew Shattuck, ha producido docenas de videos de alta definición conocidos como los retratos Voom. Los colaboradores en este proyecto, bien recibido, fue el compositor Michael Galasso, el fallecido artista y diseñador Eugene Tsai, el diseñador de moda Kevin Santos, y el diseñador de iluminación Urs Schönebaum. Además de temas de celebridades, se han incluido la realeza, los animales, premios Nobel y vagabundos.
El dramaturgo francés, Louis Aragon, elogió a Wilson diciendo:

Lo que, desde que el surrealismo nació, soñó que vienen detrás de nosotros e ir más allá de nosotros
Louis Aragon.

Después, Katharina Otto-Bernstein, realiza en 2006 un documental llamado Absolute Wilson, en la cual nos acerca a la asombrosa vida y al genio creativo, en donde se muestran los misterios y la personalidad inédita del artista. Más que una mera biografía, Absolute Wilson resulta una estimulante exploración sobre el poder transformador de la creatividad.
Actualmente está trabajando en una nueva etapa musical con el compositor (y antiguo colaborador) Tom Waits y dramaturgo Martin McDonagh.
La experiencia teatral es en Wilson, ante todo, dejar de pensar literariamente, dejar de confundir la escena con el espacio literario. Se trata de una confusión que estaría representada por el teatro naturalista, en el que se acostumbra a ofrecer una historia que sigue un hilo de la palabra y hace de la emoción su realce visual, para Wilson, en cambio, abordar un pensamiento formal, es pensar abstractamente. El pensamiento abstracto debe permitir crear un vocabulario nuevo para una escena agotada con la palabra. Aquí dos imágenes de su obra La traviata en el Musiktheater Linz (2015), creada por Christian Michelides (izquierda) y Francisco Peralta Torrejón (derecha), con Violetta Valéry poco antes de su muerte:

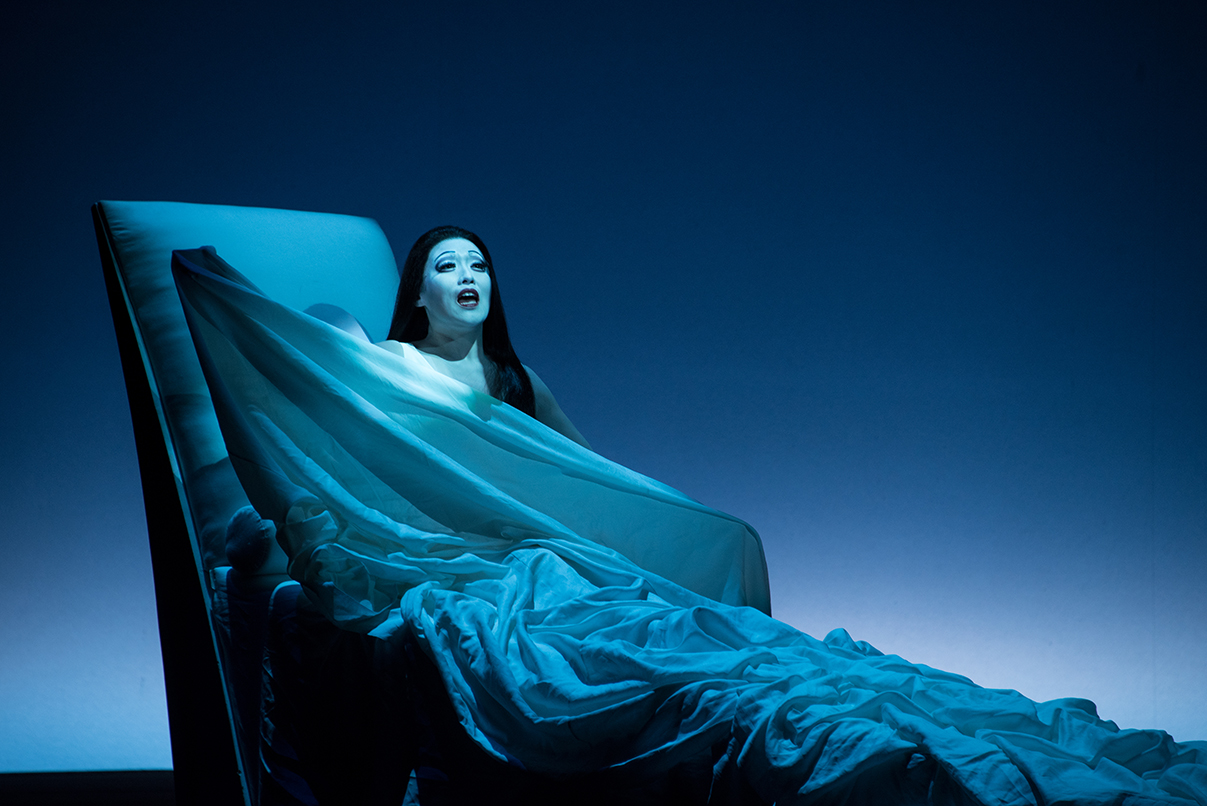
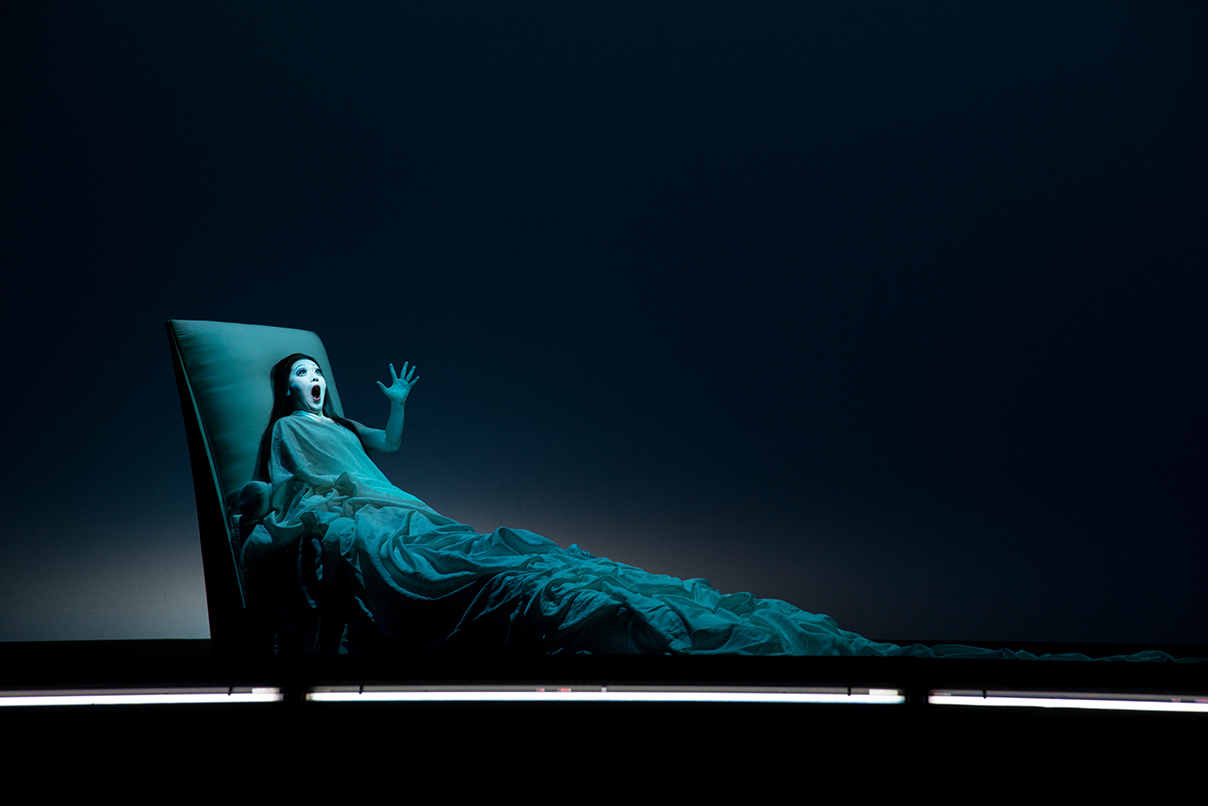

El teatro de Wilson, si puede ser calificado de teatro ilusionístico, es en buena medida porque entiende que todo teatro lo es, se quiera o no.

## Fundación Byrd Hoffman Watermill
La Byrd Hoffman Watermill Foundation es una organización sin fines de lucro constituida en 1969 en Nueva York. Las actividades de la Fundación se financian con contribuciones de individuos, fundaciones, donantes corporativos y agencias gubernamentales. La Fundación está regida por un Consejo de Administración y administrado por un personal profesional.
La Byrd Hoffman Watermill Fundación desarrolla nuevos enfoques de las artes, ofrece a los artistas jóvenes con oportunidades de crecimiento profesional, y documenta la labor de su director artístico, Robert Wilson. La Fundación persigue esta misión en el espíritu de innovación ejemplificado por el trabajo propio Robert Wilson, un enfoque que fomenta la colaboración interdisciplinaria. Los programas de la Fundación incluyen: seminarios, programas educativos y residencias en el Centro Watermill, El Archivo de Robert Wilson, una colección de fotografías, documentos y grabaciones de vídeo que documentan las carreras artísticas de Wilson y sus colaboradores, y la Colección Watermill, vastos y en continua expansión de inventario en dibujos, textos, esculturas, muebles y artefactos.
Según consta en los documentos de inscripción de esta como Fundación (4 de mayo de 1970), sus objetivos son:
- Dirigir talleres de danza, teatro, cine, y artes afines para niños y adultos.
- Preparar miembros como jefes de grupo en danza en cuanto actividad teatral.
- Realizar un programa de verano para niños y adultos de las zonas de Nueva York, Nueva Jersey y en un rancho de Texas.
- Realizar representaciones públicas de baile en cuanto actividad teatral como resultado de los varios talleres.

Con la Byrd Hoffman Wilson cumplirá el tránsito que media entre sus primeras tentativas, happenings y performances, hasta su definitiva profesionalización, cuyo punto de inflexión señala Einstein on the Beach, donde profesionales ya reputados como Lucinda Childs compartirán escenario con actores no profesionales.

## Estilo
La escena de Wilson, se construye con sensaciones cromáticas que son vibraciones de aire y de luz. La paleta de sus obras crea cuadros que a menudo recuerdan otras composiciones, las de otros pintores. Se ha mencionado a este respecto desde Vermeer o Giotto hasta De Kooning, Pollock, o Barnett Newman, pasando por Munch, Poussin, Hopper o Magritte. En realidad, debería decirse que la estructura formal de los espectáculos de Wilson, trabajosamente construida a lo largo de los años, le permite hoy integrar armónicamente a casi cualquier tendencia pictórica, a casi todos los hallazgos plásticos posibles.
La referencia pictórica capital parece ser sin embargo –entre los contemporáneos, subraya Wilson- Cézanne.

Cézanne es mi pintor predilecto. Mi obra está más cercana de él que de cualquier otro artista. Mi producción de Hamletmachine es en su arquitectura como una pintura de Cézanne. Cézanne simplificaba y purificaba las formas para revelar la estructura clásica y la composición. Yo lo he aprendido todo de Cézanne, su uso del color, la luz, la diagonal y el espacio; cómo usar el centro y los bordes. Sus imágenes no están enmarcadas por límites.
Robert Wilson

### Lenguaje
El impacto de Wilson en esta parte del teatro es inmensa. Arthur Holmberg, profesor de Teatro en la Universidad Brandeis, dice que "En el teatro, nadie ha dramatizado la crisis del lenguaje con el genio feroz tanto como Robert Wilson". Wilson hace evidente por qué el lenguaje es terriblemente importante y no puede pasarse por alto. Tom Waits, aclamado compositor y colaborador de Wilson, dijo lo siguiente sobre la relación única de Wilson con palabras:

Las palabras de Bob son como tachuelas en el suelo de la cocina en la oscuridad de la noche y ya está descalzo. Así que Bob despeja un camino que puede caminar a través de palabras sin hacerse daño. Bob cambia los valores y formas de las palabras. En cierto sentido, adquieren un mayor significado; en algunos casos, menos.
Tom Waits

Wilson muestra la importancia de la lengua a través de todas sus obras y en muchas maneras diferentes. Él atribuye su lectura de la obra de Gertrude Stein y escuchar las grabaciones de su habla con “cambiando su forma de pensar para siempre”. Wilson dirigió tres obras de Stein en la década de los 90: Doctor Faustus Lights the Lights (1992), Four Saints in Three Acts (1996) y Saints and Singing.(1998).
Wilson ve el lenguaje y, hasta en sus mismos ingredientes, las palabras, como una especie de "artefacto social". El lenguaje no solo cambia con el tiempo sino que cambia con la persona, y con la cultura. Usando no solo sus experiencias de trabajo con niños con discapacidad mental, sino también la redacción de Christopher Knowles, un renombrado poeta autista, permite a Wilson atacar el lenguaje desde muchos puntos de vista. Palabras mostradas visualmente es otro método de Wilson utiliza para mostrar la belleza del lenguaje. A menudo sus escenografías, cubiertas de programas y carteles de grafiti con las palabras. Esto permite al público ver el "lenguaje propio" y no "los objetos y significados que se refiere a".
La falta de lenguaje se convierte en esencial para el trabajo de Wilson también. De la misma manera un artista utiliza el espacio positivo y negativo, Wilson usa ruido y el silencio. Al trabajar en una producción de King Lear, Wilson inadvertidamente describe su necesidad de silencio:

La forma en actores son entrenados aquí está mal. Lo único que pienso es en la interpretación de un texto. Se preocupan por la forma de hablar palabras y no saben nada acerca de sus cuerpos. Ya ves que por la forma de caminar. Ellos no entienden el peso de un gesto en el espacio. Un buen actor puede ordenar a un público al mover un dedo.
Robert Wilson

Este énfasis en el silencio se muestra abiertamente en algunas de sus obras. Deafman Glance es una obra de teatro sin palabras, y su adaptación de la obra de Heiner Müller que contenía un prólogo sin palabras de quince minutos. Holmberg describe estas maneras diciendo: "El lenguaje hace muchas cosas y las hace bien. Pero tendemos a cerrar los ojos a lo que el lenguaje no lo hace bien. A pesar de la arrogancia de las palabras -ellas gobiernan el teatro tradicional con mano de hierro- no toda experiencia se puede traducir en un código lingüístico”. El famoso dramaturgo del siglo XX, Eugene Ionesco, incluso fue más lejos por decir que Wilson "superó a Beckett" porque "[En Wilson] el silencio es un silencio que habla". Este silencio en el escenario puede ser desconcertante para los miembros del público, pero sirve a un propósito. Wilson hace hincapié en cómo el lenguaje es importante por su eliminación. Este dispositivo del silencio es la forma de Wilson de responder a su propia pregunta: "¿Por qué es que nadie ve? ¿Por qué es que nadie sabe cómo mirar? ¿Por qué nadie ve nada en el escenario? ".

### Iluminación
La parte más importante del teatro es la luz, según Wilson. Wilson está muy preocupado con cómo las imágenes se definen en el escenario, lo que tiene prácticamente todo que ver con la luz que se coloca sobre un objeto dado. Siente que el diseño de la iluminación puede realmente llevar la producción a la vida.
La luz asume siempre la función de un actor, y como tal es considerada por Wilson, que hace de ella el basamento que nos ayuda a escuchar y a ver. El libreto visual se convierte así, en una estructura literaria que organiza un vocabulario del espacio y la mirada: contiene lo que puede ser visto y el modo en el que la visión será modulada. La luz es omnipresente no solo por la escena que crea sino porque, a modo de espejo, la escena se ilumina a su vez por dentro. A la luz que produce la escena responde la luz que se enciende en su interior. Las bombillas tienen su papel como actores, al igual que los neones: tubos fluorescentes suspendidos en el aire, creando mesas o asientos, dibujando contornos geométricos o columnas, o rasgando el cielo con sus rúbricas de colores. La luz como actor dentro y fuera de la escena.
La función de este libreto visual es estructural, su objeto es construir el espacio-tiempo de la escena y la mirada. En las obras de Wilson se presencia, ante todo, la escenificación del tiempo y del espacio creados por la luz. La luz ayuda a ver y a escuchar la escena que pinta, sin presuponer un espacio-tiempo previo, una cavidad teatral a llenar, a decorar. Tiempo y espacio solo existen cuando son creados y sentidos, fuera de estas experiencias no son nada, palabras vacías.
El escenógrafo de Wilson en The Civil Wars, Tom Kamm, describe su filosofía: "un set de Wilson es un lienzo para que la luz golpee como pintura". Él continúa explicando que "Si usted sabe iluminar, puedes hacer parecer que mierda luzca como oro. Yo pinto, construyó, compongo con la luz. La luz es una varita mágica”. Wilson es "el único director principal para obtener facturación como diseñador de iluminación" y es reconocido por algunos como "el más grande artista de luz de nuestro tiempo". Lo más provocador sobre su iluminación es el hecho de que está destinado a fluir en lugar de un modelo prendido-apagado, lo que hace su iluminación "como una partitura musical". Los diseños de iluminación de Wilson también disponen de "texturas densas y palpables" y permitir " personas y objetos para saltar sobre el fondo". En su diseño para Quartett, Wilson utilizó 400 señales de luz en un lapso de solo noventa minutos. Él es un perfeccionista en muchos aspectos, nunca pone punto final hasta que todos los aspectos de su visión se logran. Un monólogo de quince minutos en Quartett le tomó dos días iluminar, mientras la operación de una sola mano tomó cerca de tres horas. Esta atención al detalle sin duda demuestra su devoción a la importancia de la iluminación, lo que refuerza la idea de que, a Wilson, "la luz es el actor más importante en el escenario".

### Diagramas
El pensamiento visual de Wilson, antes de iluminarse en el teatro, se forja en los esbozos, los dibujos y diagramas que compondrán la obra. Sobre el papel se inscribe la estructura y se inicia el trabajo de la luz, de las texturas que despliegan los diferentes tipos de espacios. Los distintos tipos de materiales que prolongan la mano y el ojo –el grafito, el carbón, el pastel-, crean sobre el papel los espesores de la escena. Las obras teatrales son primero cuadernos donde se gesta el desarrollo de la escena. Desarrollar la escena es construir el tiempo y el espacio, ser arquitecto de todos los movimientos de la obra harán sentir estas realidades sensibles. Líneas verticales, horizontales, diagonales; líneas que son actores que la luz pintará. El obrar de la luz se encuentra ya en el trazado de las líneas. El grosor, la medida, la trayectoria, el recorrido, es el viaje de la luz. "Dibujar me permite comprender", afirma Wilson cuando se le pregunta por su trabajo.
En los diagramas se mide el movimiento del espacio y del tiempo. Con los diagramas la arquitectura del papel de la entrada a los actores. En esos espacios, todo objeto, todo actor es una escultura, una modelación de la materia, del tiempo y del espacio. Los diagramas son paisajes en movimiento.
Primero la estructuración del libreto visual: una distribución de particiones temporales sobre las que se inicia la arquitectura que crea el dibujo y los diagramas. Más tarde, pasado el tiempo, el libreto audio, y solo al final, los dos juntos.
Dibujar es dar a luz el conocimiento del tiempo, de los tempos de la mirada. Dibujar es sentir el tiempo en los trazos de papel. Dibujar es comprender que tiempo y espacio están siempre por hacer. Dibujar es dejar brotar el conocimiento de la luz, la reflexión de la mirada. Diríase puro pensamiento sensible. Después, la mano desaparece para dar paso a la ilusión de la escena: arquitectura y pintura en movimiento.

### Movimiento
Wilson lo ha repetido hasta la saciedad: el espacio es una línea horizontal, y el tiempo una línea vertical que va de lo alto del cielo al centro de la tierra [Ostria, 1994]. Dos líneas que trazan el cuadro de la escena, que la atraviesan. La vertical divide la escena en un espacio a la derecha y uno a la izquierda, como dos partes separadas. La horizontal, recorriendo ese espacio, atravesando esas partes de la una a la otra, instituye una arriba y una abajo; arriba y abajo que, a su vez, la vertical pone en movimiento y, en cierto modo, en tanto que partes separadas, desmiente también. Son dos líneas dinámicas, que pueden crear otras geometrías en su interior, triángulos, trapecios o círculos incluso, mostrando que tiempo y espacio son maleables, resultados de una matemática, de un contar que se hace cuerpo, geometría. Una línea vertical y una horizontal se encuentran en el punto de partida de toda posibilidad de experimentar el tiempo y el espacio.
La estructura en el papel es el trazo que da la mano al ojo y del ojo a la mano tensa las líneas del tiempo y del espacio. A partir de la estructura la escena será pintura, diagrama de la luz. Con la luz las líneas del tiempo y del espacio se animan. El movimiento de las líneas, la arquitectura de luz, da nacimiento a la danza y la escultura del espacio-teatro. Movimientos y presencias de tiempo y espacio.
Si la estructura acoge el tiempo, el movimiento de la escena se transforma en una coreografía. El ojo del arquitecto y del pintor es asistido por la mirada del coreógrafo, siempre a la escucha de movimiento. La mirada del coreógrafo contiene la danza del tiempo, tiempo de la mirada, y del espacio. Sigue siendo el ojo y la mano que traza, pero sus pasos sobre el papel están llenos de tiempo, revelan el modo en que el espacio deja sentir el tiempo. El coreógrafo ve cómo su mano dibuja la energía que hará sentir que tiempo y espacio son movimiento. La mano del coreógrafo alumbra las formas que amplifican la energía, las formas del tiempo en la mirada. Al coreografiar la escena, se invocan las repeticiones, las variaciones y los contrastes que articulan el ritmo, las figuras del silencio.
Los actores no ocupan el espacio y el tiempo de la escena, la construyen. Sus movimientos trazan las coordenadas escénicas. Todos los actores (las luces y las sillas, las casas o los personajes) son presencias y movimientos en y con el espacio. Los actores esculpen el espacio afilando la mirada del espectador. La luz actúa iluminando y dotando de una textura propia a los demás objetos-actores que ofrecen su presencia: cada actor suele contar con una luz separada que lo identifica

### Accesorios
El objeto adquiere vida propia, se individualiza y, al mismo tiempo, individualiza el espacio que lo circunda. La identidad del objeto dota de fuerza al espacio que le rodea. Ese espacio actúa en él. El aislamiento, la soledad en la que viven los objetos en la escena es siempre total, y lo sigue siendo, incluso mayor tal vez, cuando un par de ellos parecen compartir el mismo espacio.

Si tomas una cómoda barroca y pones encima de ella un reloj barroco, es una cosa. Si quito el reloj barroco y pongo encima de la cómoda una botella de Coca-Cola, es otra cosa. Y posiblemente es más fácil ver la botella de Coca-Cola y la cómoda juntas que ver el reloj barroco encima de una cómoda barroca.
Robert Wilson

En el teatro de Wilson el objeto es un individuo. No pasa a formar parte de la escenificación de una época o de un lugar, por sí mismo aporta el tiempo y el lugar. Los objetos no son elementos que constituyen el donde sobre el que los actores dan vida a un discurrir, los objetos son también el discurrir en y con la escena. Por eso los objetos son actores porque tienen vida propia, son sedimentación de una época y de un lugar.
De entre todos los objetos-actores que construyen las obras de Wilson, son las sillas los más representativos. Su estética es bien conocida, en general parecerían actores recién salidos del papel, dibujos soñados puestos para la escena. Sillas que por su rigidez, dureza y a menudo tamaño, desmienten una supuesta funcionalidad. Sillas que este director colecciona, exhibe y construye para los personajes de sus obras y que son para él un símbolo de la simplicidad de las cosas y de la profundidad de la vida. Einstein, Stalin, la reina Victoria, para todos diseña una silla el director –sillas que, según el material y la forma, evocan el personaje y el tiempo.
Las sillas son esculturas, como lo son también el espacio que modelan o las sobras que se proyectan sobre la pared o el selo del escenario. Las sillas son el resultado del que esculpe a los dioses de nuestro tiempo, con su personalidad propia. Las sillas, diríamos, deben ser sentidas como ese modo de pensar que se ofrece a la experiencia porque en ella fue gestada: experiencia del ojo que dibuja, experiencia de la mano que traza sobre el papel. Deben ser vistas, diría Wilson, como abstracciones, como una manera de pensar. No son obras de arte, aunque el director realice exposiciones. Las diversas exposiciones forman parte de la labor del artista en tanto que constructor de espacios y tiempos.

## Trabajos escénicos (selección)
- The King of Spain, 1969.
- The Life and Times of Sigmund Freud, 1969.
- Deafman Glance (con Raymond Andrews), 1971.
- KA MOUNTain and GUARDenia Terrace, 1972.
- The Life and Times of Joseph Stalin, 1973.
- A Letter from Queen Victoria, 1974.
- Einstein on the Beach (con Philip Glass), 1976.
- Death Destruction & Detroit, 1979.
- the CIVIL warS, 1984.
- King Lear, de William Shakespeare 1985.
- Hamletmachine, de Heiner Müller 1986.
- Alcestis, de Eurípides 1986-1987.
- Death Destruction & Detroit II]], 1987.
- Quartett, de Heiner Müller 1987.
- de Louis Andriessen, De Materie, 1989.
- The Black Rider (con William S. Burroughs y Tom Waits), 1990.
- Parsifal, de Richard Wagner, Hamburgo, 1991.
- Alice (con Tom Waits y Paul Schmidt), 1992, musical.
- Doctor Faustus Lights the Lights, de Gertrude Stein, Hebbel Theatre (Berlín) 1992.
- Skin, Meat, Bone (con Alvin Lucier), 1994
- Timerocker (con Lou Reed), 1997.
- O Corvo Branco, (con Philip Glass), Teatro Camões (Lisboa), 1998.
- Monsters of Grace (con Philip Glass), 1998
- Lohengrin para la Metropolitan Opera, 1998.
- The Flight across the Ocean, de Bertolt Brecht, para el Berliner Ensemble, 1998.
- The days before - Death Destruction & Detroit III (con Ryuichi Sakamoto), Lincoln Center 1999.
- Der Ring des Nibelungen, de Richard Wagner, Opera de Zúrich.
- POEtry (con Lou Reed), 2000.
- Hot Water (con Tzimon Barto), 2000, concierto multimedia.
- Persephone, 2001.
- La maladie de la mort de M. Duras, en París.
- Woyzeck, Georg Büchner, (con Tom Waits), 2002.
- Die Frau ohne Schatten, de Richard Strauss, Opéra National de Paris (Opéra Bastille), 2002.
- Isamo Noguchi exposición, 2003.
- The Temptation of Saint Anthony (con Bernice Johnson Reagon), Opéra National de Paris, 2003, ópera
- I La Galigo, 2004.
- Jean de La Fontaine: The Fables, 2005.
- Peer Gynt, de Henrik Ibsen 2005 (en Noruega).
- Leonce and Lena, de Georg Büchner
- VOOM Portraits, exhibition, 2007 en la ACE Gallery de Los Ángeles, California.
- The Threepenny Opera, de Bertolt Brecht, en Berlín Berliner Ensemble, 2007.
- Samuel Beckett: Happy Days, 2008.
- Rumi, Polish National Opera, 2008.
- Faust para la Polish National Opera, 2008.
- Sonnets (basado en William Shakespeare con música de Rufus Wainwright), en Berlín  Berliner Ensemble, 2009.
- KOOL - Dancing in my mind (sobre el coreógrafo Suzushi Hanayagi), 2009.
- Freischütz, de Carl Maria von Weber, Festspielhaus Baden-Baden, director Thomas Hengelbrock, 2009
- Krapp's Last Tape, de Samuel Beckett 2009.
- Pasión según san Juan, en París.
- L'Orfeo, de Claudio Monteverdi, La Scala, Milán 2009.
- Káťa Kabanová, de Leoš Janáček, Národní Divadlo, Praga 2010.
- Věc Makropulos, de Karel Čapek, Stavovské Divadlo, Praga 2010.
- Oh les beaux jours de Samuel Beckett, Théâtre de l'Athénée-Louis-Jouvet, 2010.
- The Life and Death of Marina Abramovic, con Marina Abramovic, Manchester International Festival, The Lowry, Mánchester, 2011.

## Premios y reconocimientos
A lo largo de su carrera Wilson, es poseedor de numerosos premios y reconocimientos, entre los que están el premio Obie por la dirección, el León de Oro a la escultura de la Bienal de Venecia, la 3.ª. Dorothy y Lillian Gish Prize por su trayectoria, el Premio Europa de Taormina Art, dos becas Guggenheim, la beca de la Fundación Rockefeller, una nominación para el Premio Pulitzer de Drama, el León de Oro de Escultura de la Bienal de Venecia, la elección a la Academia Americana de las Artes y las Letras y el Premio Nacional de Diseño por su trayectoria artística. Ha sido nombrado "Commandeur des Arts et des letters" por el ministro francés de Cultura.
| 2000-presente |                                  |                                   |
| --- | -------------------------------- | --------------------------------- |
| Medalla Páez de las Artes | Estados Unidos                   | 2013                              |
| Hein Heckroth Prize: Lifetime Achievement for Scenic Design Hein Heckroth Gesellschaft                                                               | Giessen, Germany                 | 19 de abril de 2009               |
| Rosa d'Oro (presented by David Hockney) | Palermo, Italy                   | 27 de octubre de 2007             |
| Louise T. Blouin Foundation Award Louise T. Blouin Foundation                                                                                        | New York City                    | 2 de mayo de 2005                 |
| Pratt Legends Honoree Pratt Institute | Brooklyn, New York               | 6 de abril de 2005                |
| IMAJINE: American Innovator Award The Japan Society                                                                                                  | New York City                    | 6 de abril de 2005                |
| Texas Medal of Arts Texas Cultural Trust Council | Austin, Texas                    | 5 de abril de 2005                |
| Commandeur des Arts et des Lettres | París                            | 9 de diciembre de 2003            |
| Backstage West Garland Award: Best Lighting Design Woyzeck                                                                                           | Los Ángeles                      | 10 de febrero de 2003             |
| "Politika" Grand Prix Award Belgrade International Theater Festival (BITEF) Woyzeck                                                                  | Belgrade, Serbia, and Montenegro | 17 de octubre de 2002             |
| Thomas Jefferson Award American Institute of Architects                                                                                              | Houston, Texas                   | 20 de abril de 2002               |
| National Design Award, Smithsonian Institution National Design Museum                                                                                | New York City                    | 14 de noviembre de 2001           |
| Grand Prix de la Critique 1999/2000: Meilleur Spectacle Étranger [Best Foreign Production] Syndicat de la Critique Dramatique et Musicale Dream Play | París                            | 26 de junio de 2001               |
| American Academy of Arts and Letters Elected American Honorary Member                                                                                |                                  | 17 de mayo de 2000                |
| 1995—1999 |                                  |                                   |
| Wilhelm Hansen Honorable Prize | Copenhague                       | 25 de octubre de 1999             |
| Médaille d'Argent de la Foundation de l'Académie d'Architecture                                                                                      | París                            | 15 de junio de 1999               |
| Pushkin Prize Taganka Theater | Moscow                           | 23 de abril de 1999               |
| Harvard Excellence in Design Award Harvard University                                                                                                | Cambridge                        | 8 de octubre de 1998              |
| Tadeusz Kantor Prize | Cracow, Poland                   | 7 de diciembre de 1997            |
| Robert Wilson Day (April 18) Declarado por Texas State Legislature                                                                                   | Texas                            | 18 de abril de 1997               |
| Premio Europa per il Teatro | Taormina, Italy                  | 6 de enero de 1997                |
| Dorothy and Lillian Gish Prize | New York City                    |                                   |
| Best Director, International Widescreen Festival The Death of Molière                                                                                | Ámsterdam                        |                                   |
| Premio Abbiati, Italian Theater Critics Award Hanjo/Hagoromo                                                                                         | Milán                            |                                   |
| Texas Artist of the Year Art League of Houston | Houston, Texas                   |                                   |
| Guest of Honor, American Friends of the Paris Opera and Ballet Gala Dinner, St. Regis Hotel                                                          | New York City                    |                                   |
| 1990—1994 |                                  |                                   |
| Premio Ubu, Best Foreign Performance Alice | Milán                            |                                   |
| Honorary Doctorate California College of Arts and Crafts                                                                                             | Oakland, California              |                                   |
| Golden Lion Award in Sculpture Memory/Loss | Venice Biennale, Venice, Italy   |                                   |
| Premio Ubu, Best Foreign Performance Dr. Faustus Lights the Lights                                                                                   | Milán                            |                                   |
| Honorary Doctorate Pratt Institute \|\| Brooklyn, New York \|\|                                                                                      |                                  |                                   |
| Theatertreffen, Festspiele Berlin The Black Rider: the casting of the magic bullets                                                                  | Berlín                           |                                   |
| German Theater Critics Award, Best Production of the Year The Black Rider: the casting of the magic bullets                                          | Berlín                           |                                   |
| Special Mention by the Jury, "Festival du Film d'Art" La Femme à la Cafetière                                                                        | París                            |                                   |
| 1985—1989 |                                  |                                   |
| Grand Prize, Biennale Festival of Cinema Art La Femme à la Cafetière                                                                                 | Barcelona                        |                                   |
| Premio Abbiati, Best Production of the Year, Italian Theater Critics Award Doktor Faustus                                                            | Milán                            |                                   |
| Grand Prize for Best Event Parzival and Hamletmachine: furniture and drawings                                                                        | Biennial of São Paulo            |                                   |
| Lion of the Performing Arts, New York Public Library                                                                                                 | New York City                    |                                   |
| Institute Honor, The American Institute of Architects                                                                                                | New York City                    |                                   |
| Premio Mondello, Award for Theater | Palermo, Italy                   |                                   |
| American Theatre Wing Design Award, Noteworthy Unusual Effects the CIVIL warS, Rome Section Brooklyn Academy of Music                                | Brooklyn, New York               |                                   |
| Bessie Award the CIVIL warS, Knee Plays |                                  |                                   |
| French Critics Award for Best Foreign Play, Le Sydicat de la Critique Musicale Alcestis                                                              | París                            |                                   |
| Theatertreffen, Berliner Festspiele Hamletmachine | Berlín                           |                                   |
| Skowhegan Medal for Drawing Skowhegan School of Painting and Sculpture                                                                               | New York City and Maine          |                                   |
| Sole nominee, Pulitzer Prize for Drama the CIVIL warS                                                                                                |                                  | [no hay premio otorgado este año] |
| 1980—1984 |                                  |                                   |
| Theatertreffen, Berliner Festspiele the CIVIL warS, Cologne Section                                                                                  | Berlín                           |                                   |
| First Prize, San Sebastian Film and Video Festival Stations                                                                                          | San Sebastián, España            |                                   |
| Der Rosenstrauss The Golden Windows | Múnich                           |                                   |
| 1975—1979 |                                  |                                   |
| Best Production of the Year, German Critics Award Death, Destruction & Detroit                                                                       | Berlín                           |                                   |
| First Prize, German Press Award Death, Destruction & Detroit                                                                                         | Berlín                           |                                   |
| Critics Award for Best Musical Theater, Le Sydicat de la Critique Musicale Einstein on the Beach                                                     | París                            |                                   |
| Grand Prize, BITEF Einstein on the Beach | Belgrade, Yugoslavia             |                                   |
| Lumen Award for Design Einstein on the Beach | New York City                    |                                   |
| Maharam Award for Best Set Design for a Broadway Show A Letter for Queen Victoria                                                                    | New York City                    |                                   |
| Tony Nomination for Best Score and Lyrics A Letter for Queen Victoria                                                                                | New York City                    |                                   |
| 1970—1974 |                                  |                                   |
| OBIE Special Award Citation for Direction The Life and Times of Joseph Stalin                                                                        | New York City                    |                                   |
| Drama Desk Award for Direction Deafman Glance | New York City                    |                                   |
| Critics Award for Best Foreign Play 1970-71 Deafman Glance                                                                                           |                                  |                                   |

## Legado
Penetrar en el bosque de la experiencia teatral es en Wilson, ante todo, dejar de pensar literariamente, dejar de confundir la escena con el espacio literario. Se trata de una confusión que estaría representada por el teatro naturalista, en el que se acostumbra a ofrecer una historia que sigue el hilo de la palabra y hace de la emoción su realce visual. En este teatro, en el que la palabra construye el camino a recorrer, la experiencia quedaría agotada en el recorrido visual y sonoro de un lenguaje que se impone al espectador. En el teatro naturalista se asistiría a la manifestación del sentido y a la evacuación de toda experiencia que no remitiera a ese sentido.
Para Wilson, penetrar en el bosque de la escena teatral es, en cambio, abordar un pensamiento formal, es pensar abstractamente. El pensamiento abstracto debe permitir crear un vocabulario nuevo para una escena agotada con la palabra.
El teatro de Wilson, si puede ser calificado de teatro ilusionístico, es en buena medida porque entiende que todo teatro lo es, se quiera o no.
En el teatro de Wilson el espectador puede construir su propia pantalla audiovisual, su fantasía. El espectador no espera nada, mira y escucha los recorridos de la pantalla audiovisual. Un recorrer semejante para Wilson, al que se realiza cuando se está en un museo. Por eso sus obras se ofrecen como los cuadros en un museo, como sus exposiciones, dejando el tiempo necesario para ver. Ver la obra como un cuadro, como una multiplicidad de cuadros que se ofrecen al ensueño de la mirada, una ensoñación que la noche acrecienta.